# Saint-Pierre-Avez
Saint-Pierre-Avez ist eine französische Gemeinde im Département Hautes-Alpes in der Region Provence-Alpes-Côte d’Azur. Sie gehört zum Kanton Laragne-Montéglin im Arrondissement Gap. Die Bewohner nennen sich Saint-Pierre-Avéziens oder Saint-Pierre-Avéziennes.

## Geografie
Das Dorf liegt auf rund 700 m im Bereich des Bergmassivs Massif des Baronnies in den Seealpen und wird von der Départementsstraße D942 passiert. Örtliche Quartiere heißen Le Village, Bramafan, La Commanderie, Chaparatte, Serre Sillon, Beau Buisson und Forest Gallis.
Saint-Pierre-Avez grenzt im Norden an Châteauneuf-de-Chabre, im Osten an Antonaves, im Südosten an Val Buëch-Méouge, im Süden an Éourres sowie im Westen und Nordwesten an Barret-sur-Méouge.

## Bevölkerungsentwicklung
| Jahr      | 1962 | 1968 | 1975 | 1982 | 1990 | 1999 | 2007 | 2016 |
| --------- | ---- | ---- | ---- | ---- | ---- | ---- | ---- | ---- |
| Einwohner | 38   | 30   | 28   | 14   | 20   | 24   | 24   | 30   |